# (32592) 2001 QR135
2001 QR135 (asteroide 32592) é um asteroide da cintura principal. Possui uma excentricidade de 0.13976150 e uma inclinação de 10.79951º.
Este asteroide foi descoberto no dia 22 de agosto de 2001 por LINEAR em Socorro.